# Mary Ellen Withrow

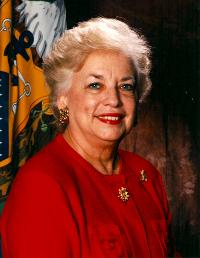
Mary Ellen Withrow

Mary Ellen Hinamon Withrow (* 2. Oktober 1930 im Marion County, Ohio) ist die einzige Person in der Geschichte der Vereinigten Staaten, die den Posten des Treasurers auf allen drei Regierungsebenen innehatte – regional, staatlich und national. Sie gehört der Demokratischen Partei an.

## Werdegang
Withrow begann ihre politische Laufbahn 1969, als sie als erste Frau in den Elgin Local School Board im Marion County gewählt wurde. Sie wurde 1976 zum Treasurer of Marion County gewählt und 1980 wiedergewählt. 1982 kandidierte sie erfolgreich für den Posten des Treasurer of the State of Ohio. Sie wurde 1986 und 1990 wiedergewählt.

Withrow und andere Treasury-Beamte bei der Unterschriftsabgabe von Secretary Summers (1999)

US-Präsident Bill Clinton nominierte sie im Februar 1994 für den Posten des Treasurer of the United States. Withrow wurde einstimmig vom US-Senat bestätigt. Am 2. März 1994 legte sie ihren Amtseid ab. Zu ihren Aufgaben zählte die Aufsicht über das Bureau of Engraving and Printing und die United States Mint. Während ihrer Amtszeit führte sie das U.S. Mint’s 50 State Quarter Program ein, genehmigte die Ausgabe von Sacagawea-Dollars und überwachte das komplette Redesign bei den neuen 5 $, 10 $, 20 $, 50 $ und 100 $ Geldscheinen. Ihre Amtszeit endete am 20. Januar 2001.
Withrow wurde in die Ohio Women’s Hall of Fame aufgenommen, war sowohl Präsidentin der National Association of State Treasurers als auch der National Association of State Auditors, Comptrollers and Treasurers, saß im Board of Women Executives im State Government, ist Empfängerin einer Women Executives im State Government Fellowship an der Harvard University und war in der historischen Gesellschaft der US-Treasury tätig. Derzeit ist sie als Executive Advisor bei der World Reserve Monetary Exchange tätig.

## Trivia
Withrows Unterschrift wurde auf 67 Milliarden US-Banknoten abgedruckt, welche einen Gesamtwert von 1,1 Trillionen Dollar haben.